# Михайлово (Старозагорська область)
Миха́йлово (болг. Михайлово) — село в Старозагорській області Болгарії. Входить до складу общини Стара Загора.

## Населення
За даними перепису населення 2011 року у селі проживала 331 особа.
Національний склад населення села:
| Національність   | Кількість осіб | Відсоток |
| ---------------- | -------------- | -------- |
| болгари          | 319            | 98,2%    |
| турки            | 5              | 1,5%     |
| Всього відповіли | 325            |          |

Розподіл населення за віком у 2011 році:
Динаміка населення: